# Physalis greenmanii
Physalis greenmanii är en potatisväxtart som beskrevs av Umaldy Theodore Waterfall. Physalis greenmanii ingår i släktet lyktörter, och familjen potatisväxter. Inga underarter finns listade i Catalogue of Life.